# Giuseppe Luigi Trevisanato
Giuseppe Luigi Kardinal Trevisanato, italijanski katoliški duhovnik, škof, nadškof in kardinal, * 15. februar 1801, Benetke, † 28. april 1877, Benetke.

## Življenjepis
13. marca 1824 je prejel duhovniško posvečenje. 
15. marca 1852 je postal škof Verone in že 27. septembra istega leta nadškof Vidma.
Škofovsko posvečenje je prejel 16. januarja 1853.
7. aprila 1862 je postal patriarh Benetk in v skladu z novim položajem, je bil 16. marca 1863 imenovan za kardinala-duhovnika Ss. Nereo ed Achilleo.